# Constant Schuurmans
Constant Schuurmans (* 8. Dezember 1914; † 26. März 2003) war ein belgischer Diplomat.

## Leben
Constant Schuurman besuchte die École Saint Thomas d’Aquin in Löwen und wurde zum Doktor der Sozialwissenschaften und Doktor der Rechtswissenschaften promoviert. 1946 trat Schuurmans in den auswärtigen Dienst und war in Amsterdam akkreditiert. Von 1948 bis 1952 wurde er in Paris vom Botschaftssekretär zweiter Klasse zum Botschaftssekretär erste Klasse befördert. Von 1952 bis 1958 wurde er in Brüssel in der Abteilung Politik beschäftigt und war persönlicher Referent des Außenministers. Von 1958 bis 1961 leitete er das Büro von Pierre Wigny.
1962 war er Generalkonsul in Lille und Frankfurt am Main.